# Eric Stoddard
Eric Stoddard est un designer automobile et industriel qui a travaillé pour DaimlerChrysler, Hyundai Kia, et pour Ford.

## Début de carrière
Après avoir été diplômé en beaux-arts du design industriel du Cleveland Institute of Art de Cleveland, Ohio, Eric Stoddard a travaillé comme designer chez DaimlerChrysler de 1998 à 2002.
En 2002, il a été recruté pour travailler pour la Hyundai Motor Company à Irvine, en Californie. En 2008, il rejoint Hyundai en Corée.

## DaimlerChrysler

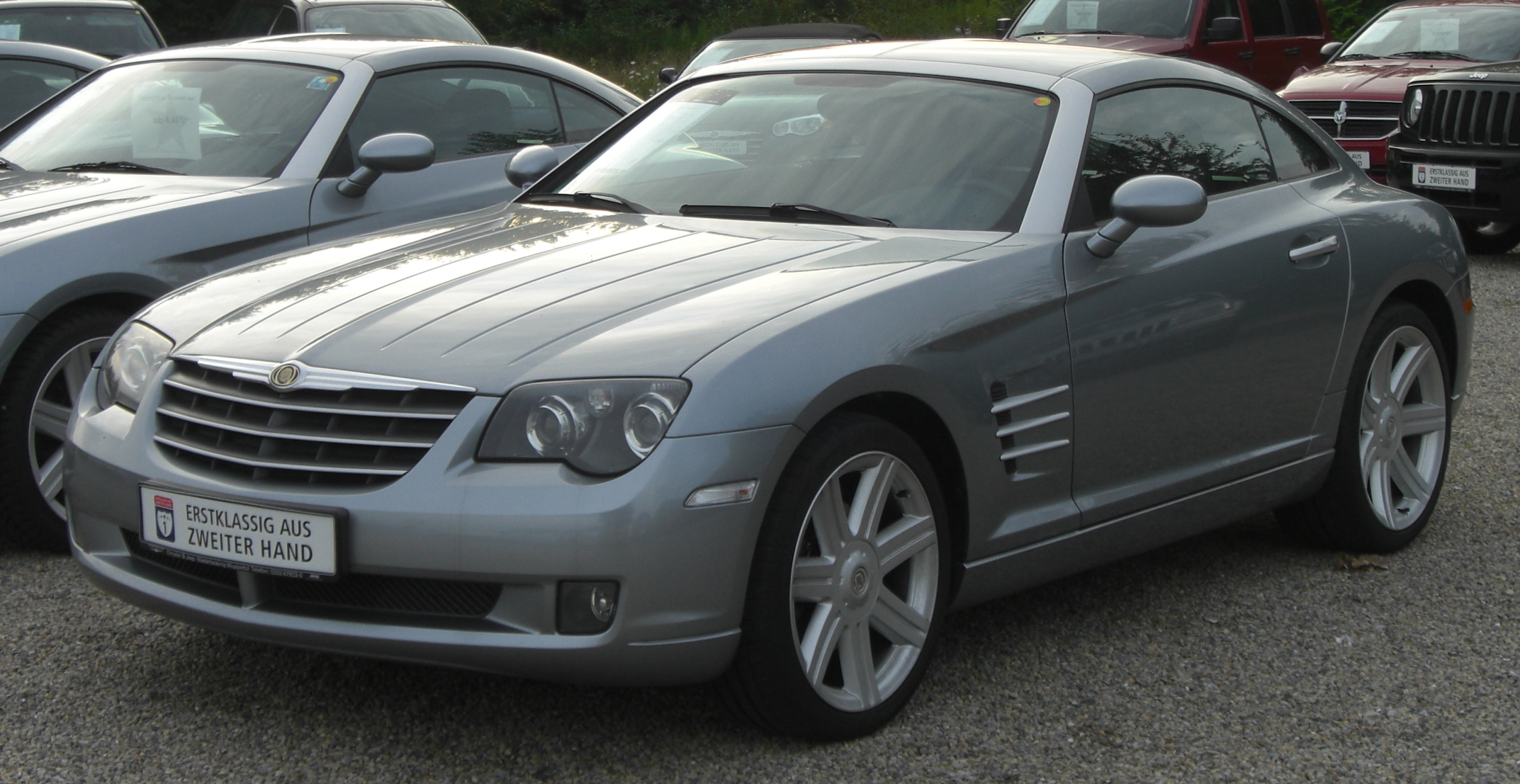
Chrysler Crossfire

Au siège social de Chrysler à Auburn Hills, dans le Michigan, Eric Stoddard a travaillé sous la direction de Don Renkert pour concevoir le concept Chrysler Crossfire, présenté au Salon International de l'Automobile d'Amérique du Nord en 2001. Il est ensuite devenu le principal concepteur extérieur du modèle de production sous la direction d'Andrew Dyson.
Eric a également été le principal designer de l'extérieur de la Dodge SRT-4 ainsi que l'un des designers de la Chrysler Pacifica,  de la Dodge Viper de 2003 et de la Chrysler Sebring.

## Hyundai

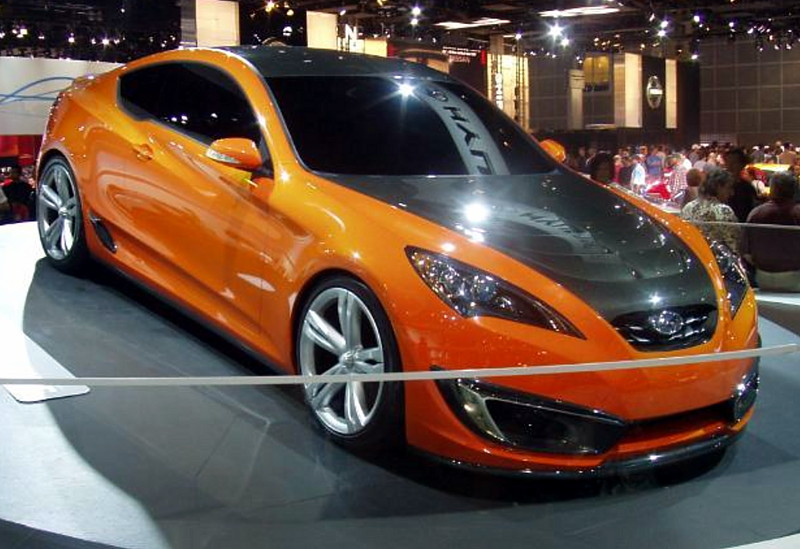
Concept Hyundai Genesis Coupé

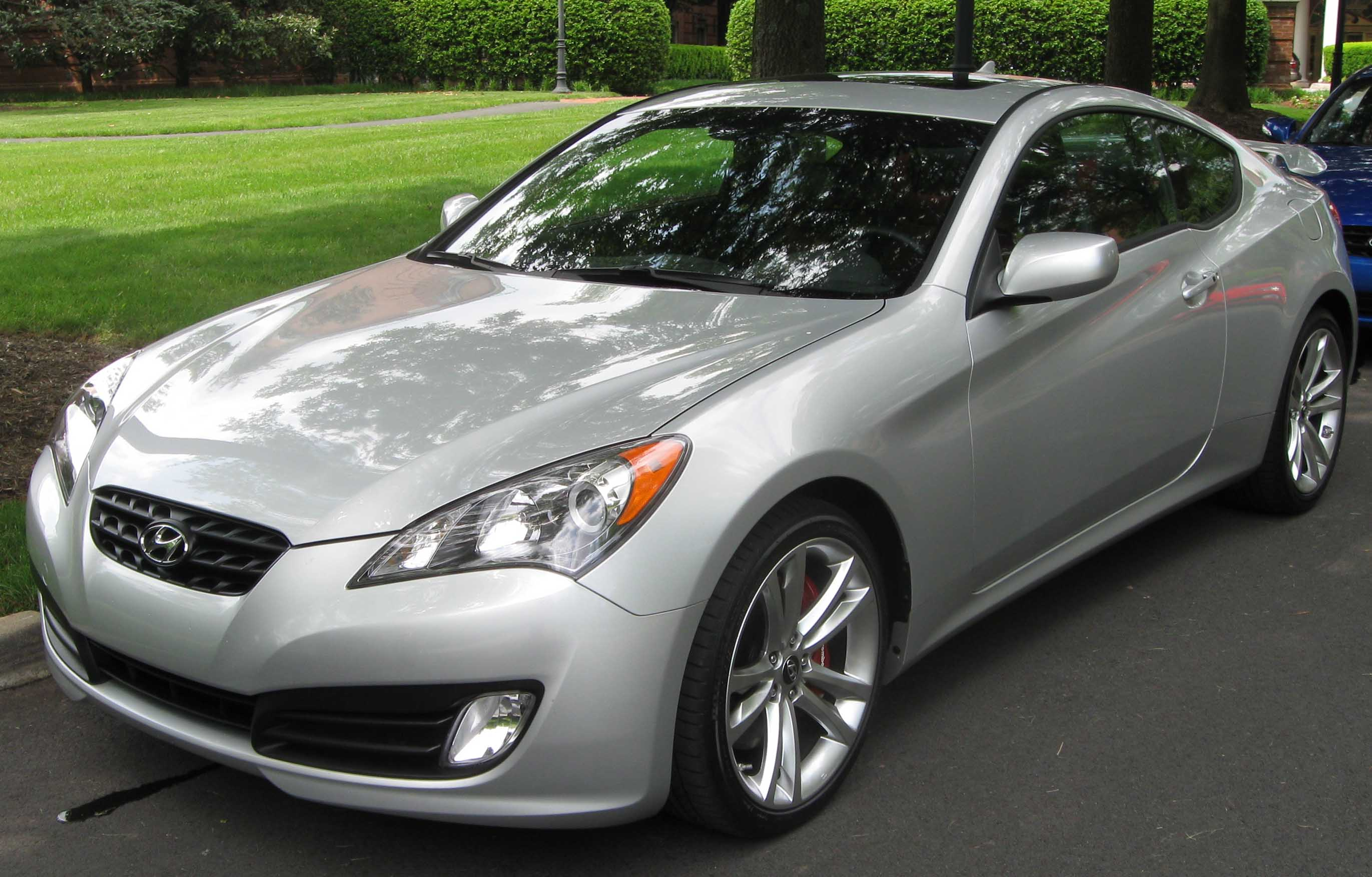
Hyundai Genesis Coupé

En 2002, Eric Stoddard a été recruté en tant que designer senior chez Hyundai Kia Automotive Group à Irvine, en Californie. Chez Hyundai, sous la direction du chef du design Joel Piaskowski, il a dirigé le design extérieur du concept de la Hyundai Genesis Coupé dévoilé au Salon de l'automobile de Los Angeles en 2007, de la Hyundai Genesis Coupé de production de 2010, et de la Hyundai Elantra de 2007,.

## Récompenses
Eric Stoddard a reçu le Red Dot Design Award en 2009 pour un concept de conception de vélo appelé Zoomla et a été finaliste au Taipei Cycle Show 2010 pour son AutoVelo.